# Grapevine
Grapevine (グレイプバイン) es una banda japonesa de J-Rock actualmente de tres miembros, formada originalmente en 1993, aunque aparecieron públicamente por primera vez en 1997. Pertenecen al sello discográfico Pony Canyon.
La banda se formó originalmente en 1993 al interior de la Prefectura de Osaka, con Makoto Nishihara como el líder junto con Hiroyoshi Nishikawa, más otros dos miembros. Ese mismo año, pero posteriormente, entra a la banda Kazumasa Tanaka, y en 1994 Toru Kamei, completando la línea original del grupo por mucho tiempo, y presentándose activamente como banda indie en el ambiente cultural de Osaka.
Al mudarse a la capital de Tokio, consiguen un contrato discográfico y con el lanzamiento de su primer miniálbum "Kakukei" (Despertar) debutan en 1997 apoyados por el sello Pony Canyon. Con su segundo álbum de estudio "Lifetime" entran por primera vez al Top 3 de los más vendidos de su país en las listas de Oricon.
El año 2001 se revela que su líder y bajista, Makoto Nishikawa, se hizo adicto a medicamentos para la distonía, lo que obliga a la banda atomar un receso temporal. Finalmente regresan a la música el 2002, pero a finales de ese mismo año se anuncia que Nishihara dejaba la banda.
Tras haber lanzado 19 sencillos y 7 álbumes de estudio, el año 2007 la banda cumplió su décimo aniversario desde su debut. Para conmemorar esto el sencillo n.º 20 especial de doble cara edición limitada "Yubisaki/COME ON" fue lanzado, y exactamente un mes después fue lanzado su octavo álbum original de estudio "From a small town".

## Integrantes
- Kazumasa Tanaka (田中和将 Tanaka Kazumasa?)
Fecha de nacimiento: 15 de enero de 1974
Lugar de nacimiento: Kōbe, Prefectura de Hyōgo
Rol: Vocalista y guitarrista, aparte de autor y compositor
- Hiroyoshi Nishikawa (西川弘剛 Nishikawa Hiroyoshi?)
Fecha de nacimiento: 14 de noviembre de 1969
Lugar de nacimiento: Prefectura de Nara
Rol: Guitarrista y compositor
- Tōru Kamei (亀井亨 Kamei Tōru?)
Fecha de nacimiento: 2 de agosto de 1972
Lugar de nacimiento: Prefectura de Osaka
Rol: Baterista y compositor

### Exintegrantes
- Makoto Nishihara (西原誠 Nishihara Makoto?)
Fecha de nacimiento: 21 de agosto de 1969
Lugar de nacimiento: Prefectura de Hiroshima
Rol: Bajista, aparte de autor y compositor
Fecha de salida del grupo: 1 de diciembre de 2002

### Integrantes de apoyo
Músicos que apoyan musicalmente a GRAPEVINE tanto en grabaciones de estudio como presentaciones en vivo y conciertos.
- Satoru Kaneto (金戸覚 Kaneto Satoru?)
Fecha de nacimiento: 25 de agosto de 1966
Lugar de nacimiento: Prefectura de Ehime
Rol: Bajista
- Isao Takano (高野勲 Takano Isao?)
Fecha de nacimiento: 5 de marzo de 1969
Lugar de nacimiento: Prefectura de Hokkaidō
Rol: Teclista

## Discografía

### Sencillos
1. Sora (そら?) (3 de diciembre de 1997)
2. Kimi wo Matsu Aida (君を待つ間?) (1 de abril de 1998)
3. Hakujitsu (白日?) (2 de septiembre de 1998)
4. Slow (スロウ?) (20 de enero de 1999)
5. Hikari ni Tsuite (光について?) (21 de abril de 1999)
6. Hane/JIVE (羽根/JIVE?) (18 de agosto de 1999)
7. Reverb (2 de febrero de 2000)
8. Furete Itai (ふれていたい?) (1 de noviembre de 2000)
9. Our Song (31 de enero de 2001)
10. discord (20 de junio de 2001)
11. Kazemachi (風待ち?) (18 de julio de 2007)
12. Natsu no Hikari (ナツノヒカリ?) (19 de junio de 2002)
13. BLUE BACK (17 de octubre de 2002)
14. Ai ni Iku (会いにいく?) (3 de septiembre de 2003)
15. Bokura Nara (ぼくらなら?) (29 de octubre de 2003)
16. BREAKTHROUGH (3 de marzo de 2004)
17. Sono Mirai (その未来?) (20 de julio de 2005)
18. Hourou Freak (放浪フリーク?) (21 de septiembre de 2005)
19. FLY (20 de septiembre de 2006)
20. Yubisaki/COME ON (指先/COME ON?) (7 de febrero de 2007)

### Álbumes

#### Originales
1. Taikutsu no Hana (退屈の花?) (20 de mayo de 1998)
2. Lifetime (19 de mayo de 1999)
3. Here (15 de marzo de 2000)
4. Circulator (1 de agosto de 2001)
5. another sky (20 de noviembre de 2002)
6. Idea no Suisou (イデアの水槽?) (3 de diciembre de 2003)
7. déraciné (24 de agosto de 2005)
8. From a smalltown (7 de marzo de 2007)

### Miniálbumes
1. Kakukei (覚醒?) (19 de septiembre de 1997)
2. Everyman, everywhere (17 de noviembre de 2004)

### Otros
- Divetime (18 de agosto de 1999) - álbum de remixes
- GRAPEVINE LIVE 2001 NAKED SONGS (20 de febrero de 2002) - álbum en vivo
- OUTCAST～B-SIDES+RARERITIES～ (18 de septiembre de 2003) - compilación de b-sides
- Chronology～a young person's guide to Grapevine～ (17 de marzo de 2004) - compilación de sencillos

### Video
- 7 CLIPS (19 de mayo de 1999)
- GRAPEVINE LIVE 2001 NAKED FILM (19 de junio de 2002)
- 10 CLIPS (4 de septiembre de 2002)
- 7CLIPS+MORE (21 de septiembre de 2005)
- sweet home adabana 2005 (5 de abril de 2006)